# Centaurea dichroantha
Espèce
Centaurea dichroantha est une espèce de plantes de la famille des Astéracées présente dans les Alpes orientales.